# شهرک ملک‌آباد
شهرک ملک‌آباد، روستایی در دهستان فورگ بخش فورگ شهرستان داراب در استان فارس ایران است.

## جمعیت
بر پایه سرشماری عمومی نفوس و مسکن در سال ۱۳۹۵، جمعیت این روستا برابر با ۶۰۹ نفر (۱۷۴ خانوار) بوده است.